# Crown
Crown is een eiland in Papoea-Nieuw-Guinea. Het heeft een oppervlakte van 14 vierkante kilometer en het hoogste punt is 556 meter.
De volgende zoogdieren komen er voor:
- Macroglossus minimus
- Nyctimene albiventer
- Syconycteris australis
- Hipposideros cervinus